# Narcisfamilie
De narcisfamilie (Amaryllidaceae) is een familie van eenzaadlobbige, kruidachtige planten. De familie is grotendeels tropisch met de grootste soortenrijkdom in Zuid-Amerika en Afrika.
In het APG-systeem (1998) wordt deze familie zonder meer erkend. In het APG II-systeem (2003) is dit een optionele familie: de planten kunnen ook worden ingevoegd in de lookfamilie (Alliaceae), samen met de planten die anders de familie Agapanthaceae vormen.
Het APG III-systeem (2009) doet het tegenovergestelde: daar wordt de naam Amaryllidaceae gebruikt voor wat in APG II de Alliaceae in brede zin zijn. Om dit mogelijk te maken is in 2007 een voorstel ingediend tot het conserveren van de meer bekende naam. De familie is dan ineens een stuk groter. In een begeleidend artikel worden drie onderfamilies onderscheiden (die dan overeenkomen met wat in APG II drie aparte families konden zijn):
- Agapanthoideae
- Allioideae
- Amaryllidoideae.

De planten die in APG I de familie vormden en in APG II de familie konden vormen, worden in APG III dus de onderfamilie Amaryllidoideae.
De plaatsing in APG I, II en III is in de orde Asparagales. In het Cronquist-systeem (1981) werd de familie ondergebracht in de orde Liliales.

## Geslachten
Een aantal geslachten uit de Narcisfamilie:
- Acis
- Allium – Look
- Amaryllis
- Clivia
- Crinum – Haaklelie
- Galanthus
- Hippeastrum
- Hymenocallis
- Ismene
- Leucojum – Narcisklokje
- Narcissus – Narcis
- Pancratium
- Sprekelia
- Sternbergia